# Walter Moers
Walter Moers (ur. 24 maja 1957 w Mönchengladbach) – niemiecki autor komiksów, malarz, autor scenariuszy, artysta fantastyczny, książek dla dzieci i powieści dla młodzieży i dorosłych, które sam ilustruje. Jest bardzo popularną postacią w Niemczech. 

## Życiorys
Walter Moers od czasu ukończenia szkoły utrzymywał się z pracy dorywczej. Następnie zdobył wykształcenie kupieckie, a rysunku nauczył się sam. 
Od 1984 rysuje komiksy, znane z ironii i niepoprawności politycznej. Obecnie mieszka w Hamburgu.

## Prace
Stworzył kilku popularnych, choć kontrowersyjnych bohaterów, takich jak
- „Adolf, die Nazi-Sau”, absurdalna wersja Hitlera żyjącego w czasach współczesnych,
- „Das kleine Arschloch” (mały dupek) i
- „Der alte Sack” (stary zgred).

Na podstawie 21 ilustracji sławnego francuskiego rysownika Gustawa Doré napisał wydaną w 2004 powieść „Wilde Reise durch die Nacht”. 
Oprócz komiksów miłość czytelników i uznanie krytyki przyniosły mu powieści opowiadające o wyimaginowanym świecie Camonii, którego Moers jest odkrywcą i znawcą. Do cyklu Camońskiego należą: „Die 13 ½ Leben das Käpt’n Blaubär” (w Niemczech 200 tys. sprzedanych egzemplarzy, polski tytuł: „13 1/2 życia kapitana Niebieskiego Misia”), „Ensel und Krete” („Jasioł i Mgłosia”), „Rumo & Die Wunder im Dunkeln” („Rumo i cuda w ciemnościach”), „Die Stadt der Träumenden Bücher” („Miasto Śniących Książek” (wrzesień 2005 - Nagroda Fantastyki miasta Wetzlar)), Der Schrecksenmeister („Kot Alchemika”) i ostatnia: Das Labyrinth der Träumenden Bücher („Labirynt Śniących Książek”). Cały cykl przypomina w zamierzeniu i ambicjach sagę Tolkiena, a książki o Camonii mają wielu zagorzałych fanów nie tylko w Niemczech, ale w całej Europie, ponadto trzy z nich wydane zostały ostatnio w Stanach Zjednoczonych (w Polsce: „Miasto Śniących Książek” we wrześniu 2006, „13 i 1/2 życia kapitana Niebieskiego Misia” 2007, „Rumo i cuda w ciemnościach”, 2008, „Kot Alchemika” 2011, „Labirynt Śniących Książek” 2014, „Jasioł i Mgłosia” 2015.)

### Komiksy
- Die Klerikalen, 1985
- Aha!, 1985
- Hey!, 1986
- Schweinewelt (Świat Świń), 1987
- Herzlichen Glückwunsch (Gratulacje), 1985
- Von ganzem Herzen (whole-heartedly), 1989
- Kleines Arschloch (little asshole), 1990
- Schöne Geschichten (beautiful stories), 1991
- Das kleine Arschloch kehrt zurück (the little asshole returns), 1991
- Schöner leben mit dem kleinen Arschloch (better living with the little asshole), 1992
- Es ist ein Arschloch, Maria (it's an asshole, Mary), 1992
- Der alte Sack, ein kleines Arschloch und andere Höhepunkte des Kapitalismus (the old curmudgeon, a little asshole and other pinnacles of capitalism), 1993
- Arschloch in Öl (asshole in oil), 1993
- Du bist ein Arschloch, mein Sohn (you're an asshole, son), 1995
- Sex und Gewalt (sex and violence), 1995
- Wenn der Pinguin zweimal klopft (the penguin always knocks twice), 1997
- Adolf, 1998
- Feuchte Träume (wet dreams), 1999
- Adolf, Teil 2 (Adolf, part 2), 1999
- Schwulxx-Comix (gay'xx comix), 2000 (stworzony wraz z Ralfem Königem)
- Schamlos! (unashamedly!), 2001 (komiksy z dodatkami)
- Adolf. Der Bonker (Adolf. The Bonker), 2005 (opowieść o ostatnich dniach Adolfa Hitlera w bunkrze)

### Filmy
- Kleines Arschloch – Der Film (little asshole – the movie), 1997 (scenariusz i słowa piosenki)
- Käpt'n Blaubär – Der Film (captain Bluebear – the movie), 1999 (scenariusz; dla dzieci)
- Das kleine Arschloch und der alte Sack – Sterben ist scheiße (The little asshole and the old curmudgeon – To die is crap), 2006 (scenariusz)

### Powieści

#### Camonia
- Die 13½ Leben des Käpt'n Blaubär (13 ½ życia kapitana Niebieskiego Misia, polskie wyd. 2007, Słowo/obraz terytoria), 1999
- Ensel und Krete (błąd w pisowni dla Hansel and Gretel), (Jasioł i Mgłosia, Wydawnictwo Dolnośląskie, paź. 2015), 2000[1]
- Rumo & Die Wunder im Dunkeln (Rumo i cuda w ciemnościach, polskie wyd. 2008, Wydawnictwo Dolnośląskie, tłumaczenie: Katarzyna Bena), 2003
- Die Stadt der Träumenden Bücher (Miasto Śniących Książek, polskie wyd. wrzesień 2006, Wydawnictwo Dolnośląskie, tłumaczenie: Katarzyna Bena), 2004
- Der Schrecksenmeister (Kot Alchemika, polskie wyd. luty 2010, Wydawnictwo Dolnośląskie, tłumaczenie: Katarzyna Bena), 2007
- Das Labyrinth der Träumenden Bücher, (Labirynt Śniących Książek, polskie wyd. wrzesień 2014, Wydawnictwo Dolnośląskie, tłumaczenie:Katarzyna Bena), 2011
- Prinzessin Insomnia & der alptraumfarbene Nachtmahr, 2017[2]
- Weihnachten auf der Lindwurmfeste oder: Warum ich Hamoulimepp hasse, 2018
- Der Bücherdrache, 2019[3]

#### Inne powieści
- Wilde Reise durch die Nacht (A Wild Ride Through the Night), 2001 (powieść)

### Pozostałe
- Das Tier (Zwierzak), 1987 (opowieść z rysunkami)
- Die Schimauski-Methode (the Schimauski method), 1987 (children's book)
- Der Fönig (the Fing), 2002 (opowieść z rysunkami o królu, który zawsze myli litery „F” i „K”)